# Calle Ridderwall

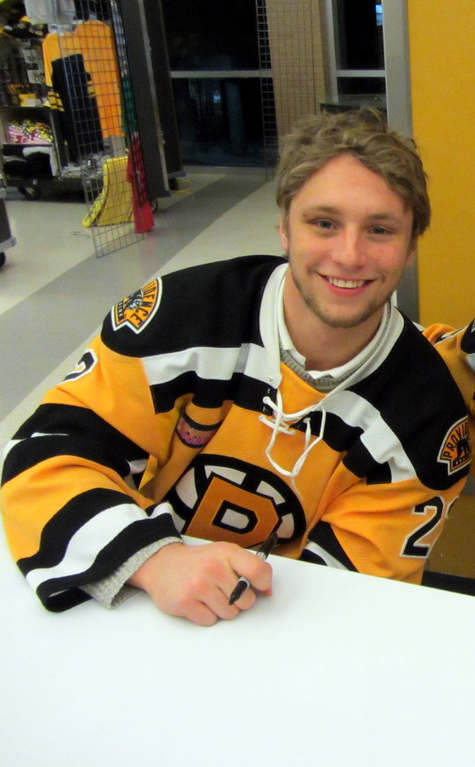
Ridderwall med Providence Bruins.

Carl Erik Emanuel "Calle" Ridderwall, född 28 maj 1988 i Stockholm, är en svensk professionell ishockeyspelare som spelar och är lagkapten för Djurgården Hockey i SHL. Hans farbror Rolf var en berömd ishockeymålvakt och hans kusin Stefan är också en professionell ishockeymålvakt.

## Biografi
Calle Ridderwall togs ut i ett av Stockholms två TV-puckslag under åren 2003 och 2004. Hans hockeykarriär inleddes 2004 i Hammarbys J18-lag och gjorde även tre matcher för J20-laget i J20 SuperElit.
År 2005 åkte han till USA för att spela för Chicago Chill i Mid Atlantic Hockey League (MAHL), men han lämnade efter ett år. Efter en säsong i US Hockey League med Tri-City Storm gick Ridderwall till University of Notre Dame och spelade de kommande fyra åren i National Collegiate Athletic Association (NCAA).
Säsongen 2011/2012 inledde Ridderwall sin professionella karriär med Providence Bruins i American Hockey League. Efter en säsong i AHL återvände Ridderwall till Europa och skrev kontrakt med Düsseldorfer EG i DEL.
I den sista matchen i grundserien i DEL gick Ridderwall om Adler Mannheims Yanick Lehoux och blev med sina 22 mål och 36 assist främste poängplockare i ligan. Den 15 april 2013 skrev Ridderwall på för den tjeckiska KHL-klubben HC Lev Praha.
Den 27 juli 2016 skrev han på hos Djurgården Hockey 
och blev sedan den 8 november 2016 klar som ny lagkapten för Djurgården Hockey

## Statistik
| 2005–06    | Columbus Chill    | MAHL       | 76  | 52 | 66 | 118 | 65  | —  | — | — | — | —  |
| 2006–07    | Tri-City Storm    | USHL       | 60  | 27 | 35 | 62  | 36  | 9  | 3 | 5 | 8 | 4  |
| 2007–08    | Notre Dame        | CCHA       | 39  | 5  | 2  | 7   | 20  | —  | — | — | — | —  |
| 2008–09    | Notre Dame        | CCHA       | 40  | 17 | 15 | 32  | 20  | —  | — | — | — | —  |
| 2009–10    | Notre Dame        | CCHA       | 38  | 19 | 8  | 27  | 51  | —  | — | — | — | —  |
| 2010–11    | Notre Dame        | CCHA       | 39  | 16 | 9  | 25  | 27  | —  | — | — | — | —  |
| 2011–12    | Providence Bruins | AHL        | 68  | 8  | 20 | 28  | 15  | —  | — | — | — | —  |
| 2012–13    | Düsseldorfer EG   | DEL        | 51  | 22 | 36 | 58  | 105 | —  | — | — | — | —  |
| 2013–14    | HC Lev Praha      | KHL        | 50  | 7  | 9  | 16  | 8   | 18 | 0 | 2 | 2 | 4  |
| 2014–15    | HV71              | SHL        | 54  | 17 | 13 | 30  | 22  | 6  | 0 | 1 | 1 | 10 |
| 2015–16    | Sibir Novosibirsk | KHL        | 57  | 7  | 20 | 27  | 12  | 10 | 2 | 1 | 3 | 2  |
| 2016–17    | Djurgårdens IF    | SHL        | 52  | 7  | 10 | 17  | 14  | 3  | 0 | 1 | 1 | 0  |
| 2017–18    | Djurgårdens IF    | SHL        | 52  | 10 | 10 | 20  | 12  | 11 | 1 | 3 | 4 | 4  |
| KHL totalt | KHL totalt        | KHL totalt | 107 | 14 | 29 | 43  | 20  | 28 | 2 | 3 | 5 | 6  |
| SHL totalt | SHL totalt        | SHL totalt | 158 | 34 | 33 | 67  | 48  | 20 | 1 | 5 | 6 | 14 |